# Scabiosa
Scabiosa là một chi thực vật có hoa nằm trong họ Kim ngân. Nhiều loài trong chi này được gọi chung với một cái tên trong tiếng Anh là scabious, có nghĩa là "ghẻ lở". Nhiều người cho rằng, các loài trong chi này có thể trị được các bệnh ghẻ lở gây cảm giác ngứa nghiêm trọng. Tuy nhiên các loài có tên nói trên hiện được phân vào các chi liên quan như Knautia và Succisa, cũng thuộc họ Kim ngân; một trong số chúng trước đây thuộc chi Scabiosa này. Một tên gọi khác cho các thành viên của chi Scabiosa là hoa gối kim.

## Mô tả

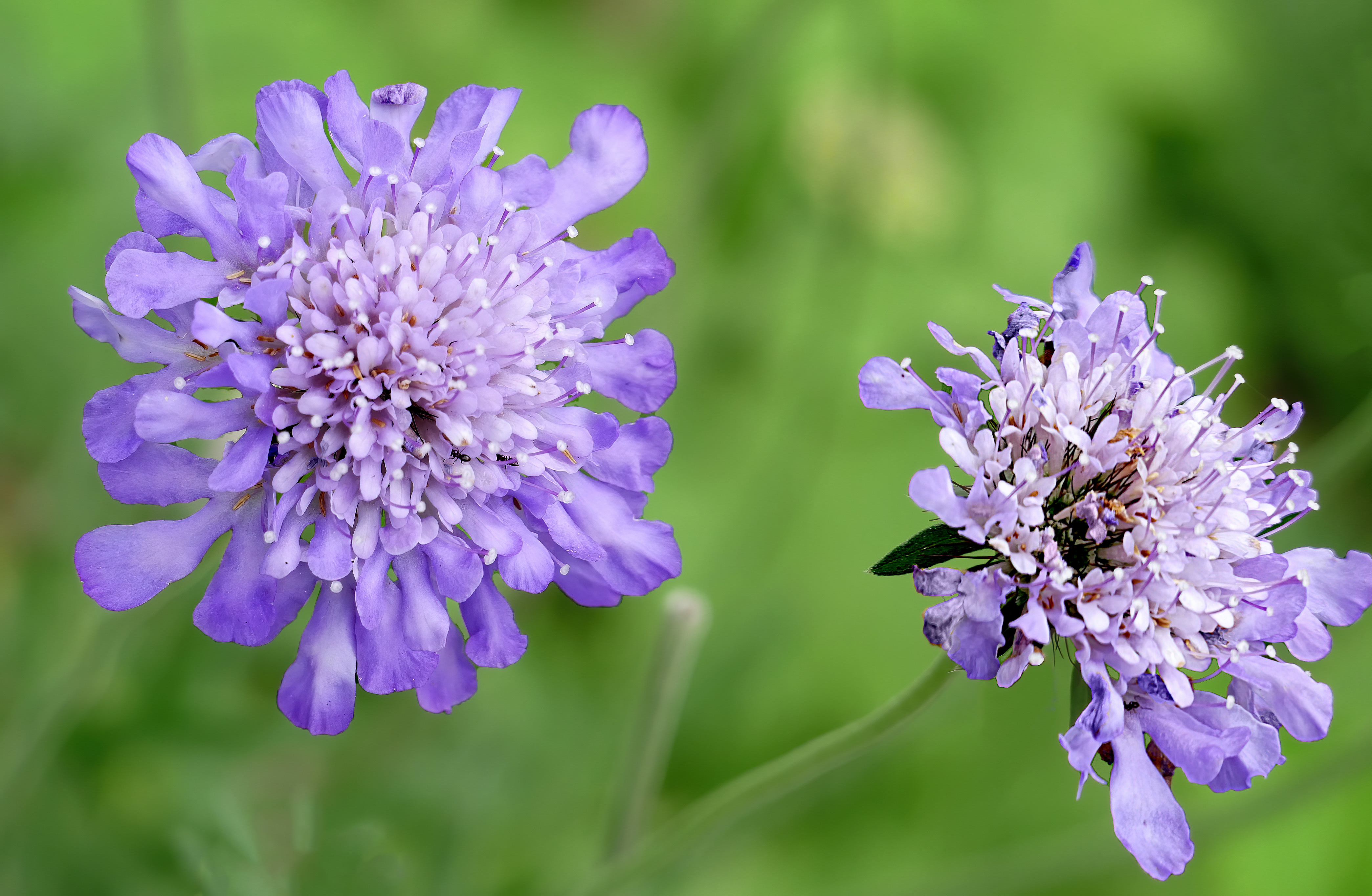
Scabiosa triandra

Một số loài trong Scabiosa là cây hằng năm, trong khi những loài khác là cây lâu năm. Có một số loài là cây thân thảo, trong khi những loài khác lại có thân rễ là gỗ.  Lá của hầu hết các loài này đều có phần lông tơ bao phủ và các thùy, một số thì không có lông tơ và có lá đơn giản. Những bông hoa nở ra từ trên đầu tròn của các cụm hoa, mỗi đầu chứa nhiều hoa nhỏ, mỗi hoa con khum lại hình cái chén, tổng thể trông như một cái gối nhỏ để giắt các cây kim khâu nên được gọi là pincushion (gối giắt kim). Các đài hoa có năm cánh, hầu hết mềm, có màu oải hương, màu tím hoa cà hoặc màu trắng kem, cuống cao. Hoa có bốn nhị cao nhô ra ngoài. Mỗi quả chỉ có một hạt giống.

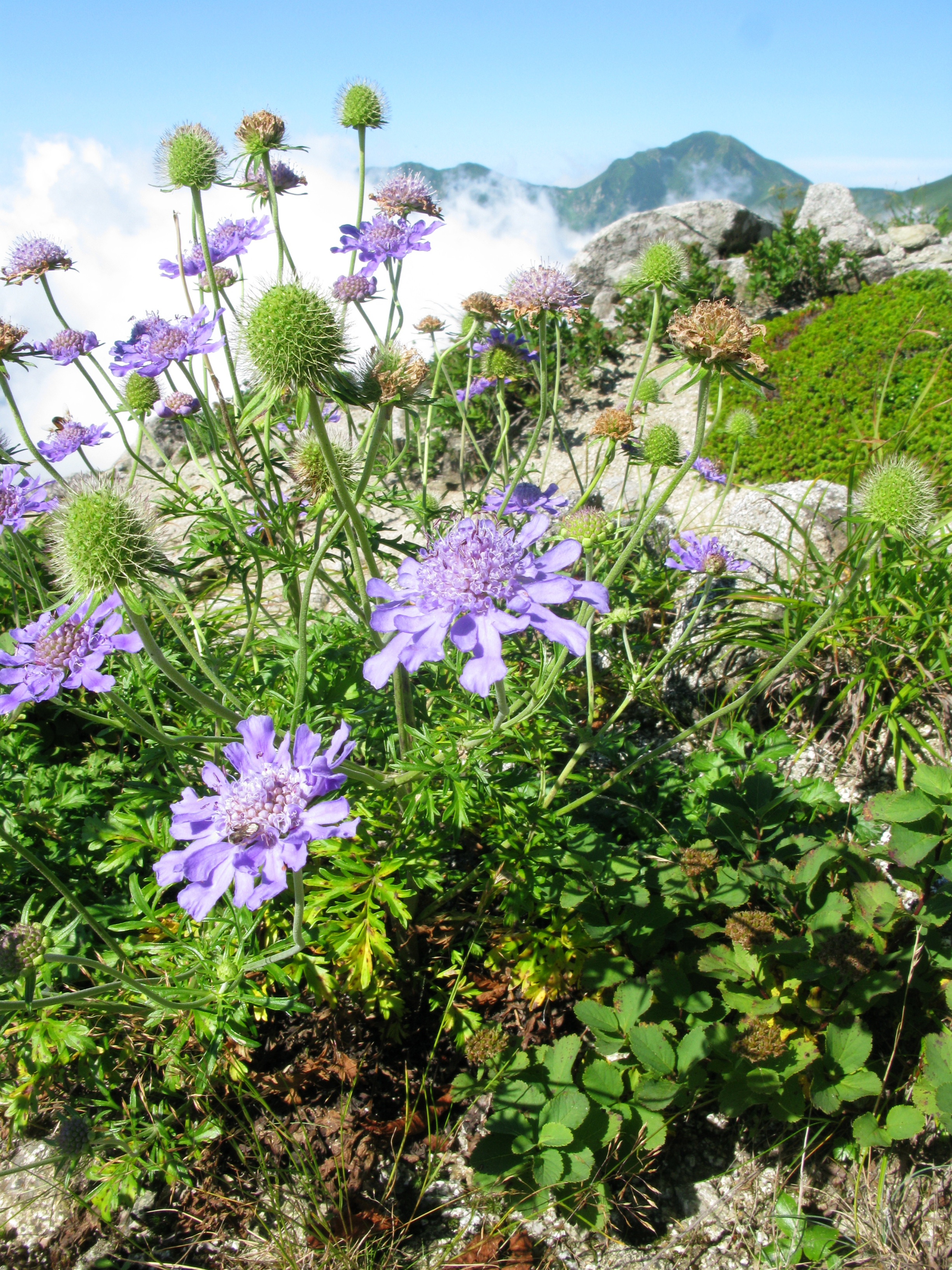
Scabiosa japonica

## Các loài
- Scabiosa atropurpurea
- Scabiosa canescens
- Scabiosa caucasica
- Scabiosa columbaria
- Scabiosa graminifolia
- Scabiosa lucida
- Scabiosa maritima
- Scabiosa ochroleuca
- Scabiosa palaestrina
- Scabiosa prolifera
- Scabiosa stellata
- Scabiosa triandra
- Scabiosa vestina

Các loài như S. columbaria và S. atropurpurea đã được phát triển thành các giống trồng trong vườn.
Năm 1782, một loài bí ẩn được gọi là Scabiosa trenta được mô tả bởi Belsazar Hacquet, nhà thực vật học người Áo. Nhưng sau này, Anton Kerner von Marilaun, một thực vật học đồng hương của Hacquet đã chứng minh rằng, S. trenta thực ra chỉ là một mẫu vật của loài Cephalaria leucantha đã được biết đến.

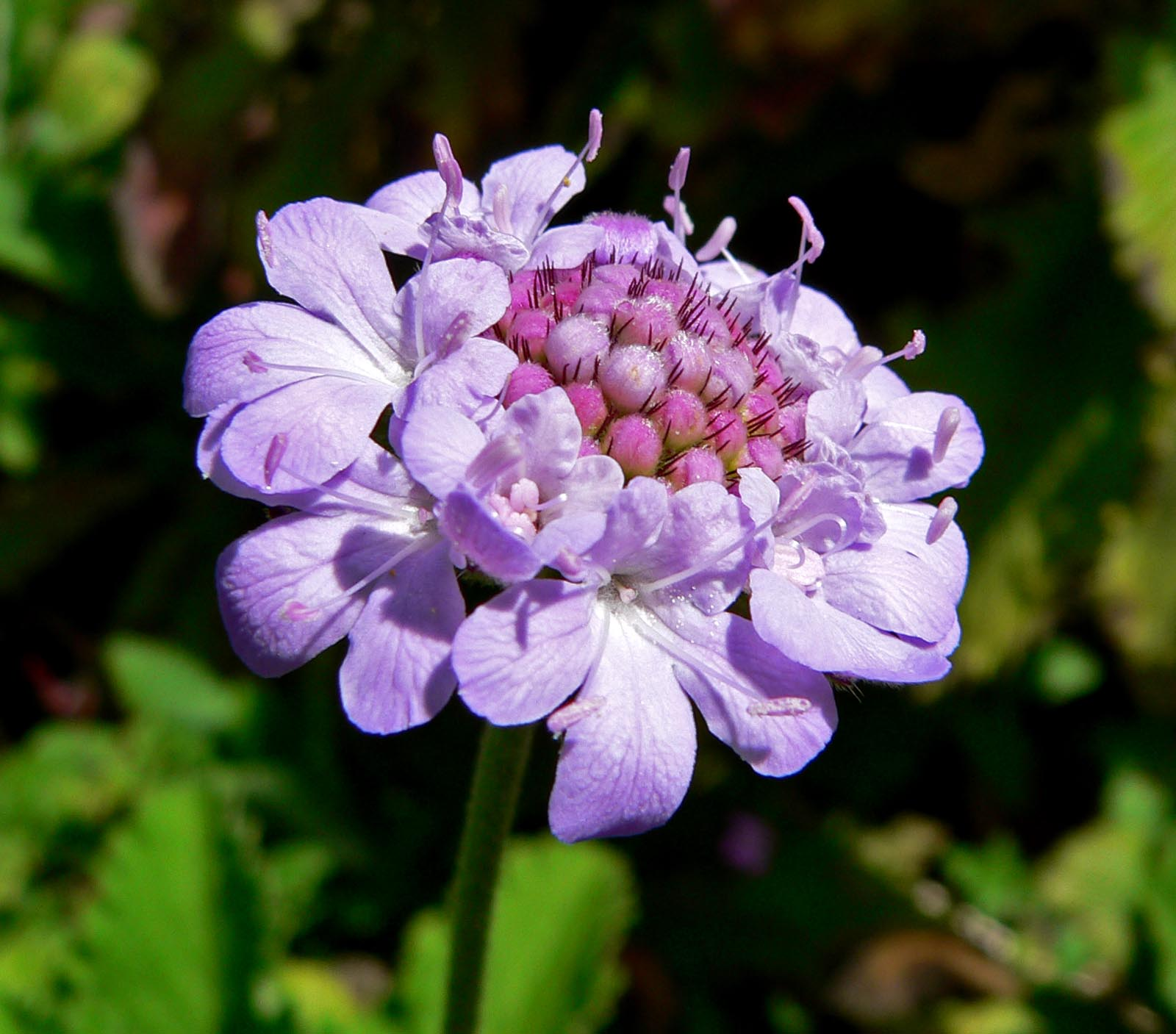
Scabiosa africana